# Chimonobambusa brevinoda
Chimonobambusa brevinoda là một loài thực vật có hoa trong họ Hòa thảo. Loài này được Hsueh & W.P.Zhang mô tả khoa học đầu tiên năm 1988.